# Trifenylarsine
Trifenylarsine, vaak ook Trifenylarsaan, is een organo-arseen verbinding met als brutoformule As(C6H5)3, vaak afgekort tot AsPh3.

## Synthese
Trifenylarsine kan gemaakt worden door arseen(III)chloride met chloorbenzeen en natrium als reductiemiddel te laten reageren.
{\displaystyle {\ce {AsCl3 + 3 PhCl + 6 Na -> AsPh3 + 6 NaCl}}}
De stof wordt gebruikt als ligand in de organometaalchemie en als uitgangsstof voor de synthese van andere organo-arseenverbindingen. De eigenschappen van trifenylarsine zijn vergelijkbaar met die van trifenylfosfine, het fosfor analogon.